# Onur Okan
Onur Okan (* 26. Juli 1984 in Izmir) ist ein türkischer Fußballspieler.

## Karriere
Okan begann 1999 in der Jugend von Mersinli Şimşekspor mit dem Vereinsfußball und wechselte 2001 in die Jugendabteilung von Gaziantepspor. 2002 wurde er hier mit einem Profivertrag ausgestattet, spielte jedoch weiterhin für die Reservemannschaft. Er nahm aber auch am Training der Profis teil und gab am letzten Spieltag der Saison gegen Galatasaray Istanbul sein Profidebüt. Zur neuen Saison wurde er an den Drittligisten Gaziantep Büyükşehir Belediyespor ausgeliehen. Der Leihvertrag kam zustande, weil beide Vereine sich wohlwollend gegenüberstehen und sich gegenseitig mit Spielern unterstützen. Bei Gaziantep BB kam Okan als Stammspieler regelmäßig zum Einsatz, sodass sein Leihvertrag zum Saisonende um eine weitere Spielzeit verlängert wurde. In der zweiten Saison gelang ihm hier der Durchbruch. So wurde er mit 18 Ligatoren der erfolgreichste Torschütze seines Vereins. Sein Verein beendete die Drittligasaison 2004/05 als Meister und stieg in die TFF 1. Lig auf.
Nach dem Aufstieg in die TFF 1. Lig wechselte Okan endgültig zu Gaziantep BB. Hier spielte er allerdings nur die Hinrunde der ersten Erstligasaison und wurde für die Rückrunde an Siirtspor ausgeliehen. Die nachfolgende Spielzeit verbrachte er als Leihspieler bei Gaskispor. Zur Winterpause löste er seine laufenden Vertrage mit Gaskispor und Gaziantep BB auf und wechselte zum Drittligisten Adana Demirspor. Bereits zum nächsten Sommer aber kehrte er dann zu Gaskispor zurück und verbrachte die nächste Saison bei diesem Verein.
Ab dem Sommer 2008 spielte Okan der Reihe nach bei Kahramanmaraşspor, Gaziantep BB und Hatayspor.
Zum Frühjahr 2011 wechselte Okan zum Drittligisten Fethiyespor. In seiner zweiten Saison für Fethiyespor erreichte die Mannschaft das Playofffinale, unterlag hier Adana Demirspor und verpasste so den Aufstieg in die TFF 1. Lig. In der Spielzeit 2012/13 erreichte er mit der Mannschaft erneut das Playofffinale. Dieses Mal gelang der Playoff-Sieg der TFF 2. Lig und damit der Aufstieg in die TFF 1. Lig. Okan war mit elf Ligatoren hinter Ekrem Sarıçam mit 17 Toren der zweiterfolgreichste Torjäger seines Vereins.
Zur Saison 2014/15 wechselte Okan zum Zweitligisten Karşıyaka SK. Eine Saison später wurde er vom Drittligisten Kocaeli Birlikspor verpflichtet.

## Erfolge
Mit Gaziantep Büyükşehir Belediyespor
- Meister der TFF 2. Lig und Aufstieg in die TFF 1. Lig: 2004/05

Mit Fethiyespor
- Playoffsieger der TFF 2. Lig und Aufstieg in die TFF 1. Lig: 2012/13